# Symplocodes manubria
Symplocodes manubria är en kackerlacksart som beskrevs av Feng, P. och Guo 1990. Symplocodes manubria ingår i släktet Symplocodes och familjen småkackerlackor. Inga underarter finns listade i Catalogue of Life.